# Melchior Grossek
Melchior Grossek (* 6. Januar 1889 in Bralin; † 9. Juli 1967 in Berlin) war ein schlesischer Priester, der auch künstlerisch aktiv war.

## Leben
Grossek wurde in Bralin, einem Dorf im ehemaligen Landkreis Groß Wartenberg, geboren.
1909 erlangte er das Abitur am Matthias-Gymnasium in Breslau und begann noch im gleichen Jahr sein Studium der Theologie an der Universität Breslau. Gleichzeitig begann er auch eine künstlerische Ausbildung an der dortigen Kunstakademie bei dem Künstler Heinrich Tüpke. Vier Jahre später folgte die Priesterweihe durch Kardinal Kopp. Seitdem war er als Kaplan an der Herz-Jesu-Kirche und St.-Hedwig-Kirche in Berlin tätig. 1920 folgte seine ergänzende künstlerische Ausbildung in München, Aachen und Bonn. Anschließend war Grossek für zwei Jahre als Taubstummen-, Strafgefangenen- und Künstlerseelsorger in Berlin tätig. 1924 wurde er Pfarrer in der St. Franziskus Gemeinde in Berlin-Friedrichshagen. Im selben Jahr fing auch Grosseks langjährige Mitarbeit für verschiedene Kirchenfunksendungen in Berlin an, welche er – unterbrochen von der Zeit des Nationalsozialismus – erst 1954 niederlegte. Ein Jahr vor Beginn des Zweiten Weltkrieges wechselte Grossek 1938 zur Gemeinde Heilige Familie in Berlin-Lichterfelde. 1949 wurde Melchior Grossek, welcher mittlerweile in Berlin Polnisch sprechende Katholiken betreute, zum Geistlichen Rat ernannt. Es folgten fünf Jahre später die Ernennung zum Diözesan-Präses der Katholischen Arbeiterbewegung sowie 1959 die Erhebung zum Monsignore. Sein goldenes Priesterjubiläum feierte er 1963, ein Jahr vor seinem Übertritt in den Ruhestand.
Melchior Grossek starb 1967 im St. Gertrauden Krankenhaus in Berlin-Wilmersdorf.

## Werk
Neben seiner eigentlichen Arbeit als Priester, war Grossek zeit seines Lebens künstlerisch aktiv. Sein Schaffen wurde vor allem von zwei Faktoren beeinflusst. Persönliche Kriegserlebnisse auf der einen Seite, sein christliches Bekenntnis auf der anderen, machen sein Werk so vielseitig.
Mit Hilfe expressionistischer Mittel versuchte er bestimmte Gefühle und Regungen eindringlich wiederzugeben. Künstlerisch beeinflusst wurde Grossek aber nicht nur von der modernen Kunst. Bei den Apokalyptischen Reitern finden sich Inspirationen Albrecht Dürers oder Peter von Cornelius. Seine Werkreihe Totentanz wurde unter anderem von Max Klinger und Wilhelm Busch sowie den damals populären Kriegsbilderbögen beeinflusst. Trotz der zahlreichen Einflüsse kopierte Grossek diese Künstler nicht einfach, sondern verstand es jene Inspirationen passend und überzeugend in seine eigene Gestaltung mit einzubeziehen.
Seine Scherenschnittwerke Das Leben und Gestalten des Todes wurden 1923 das erste Mal publiziert. Etwa zwei Jahre später wurden diese dann im Breslauer Schlesischen Museum der Bildenden Künste bzw. im Schlesischen Kunstverein ausgestellt. Gestalten des Todes. Ein Totentanz des Weltkriegs, so der komplette Name, gilt als das bedeutendste und zentrale künstlerische Werk Grosseks.
Gewidmet war diese aus 15 Blättern bestehende Scherenschnittreihe seinen beiden Brüdern, die im Ersten Weltkrieg gefallen waren. Die Motive zeigen einen gierigen und erfindungsreichen Knochenmann, welcher das Geschehen auf den Kriegsschauplätzen bestimmt. Diese Reihe sollte Protest und zugleich Klage gegen das Böse und vor allem den Krieg sein. Melchior Grossek sah noch zwei weitere Zyklen für den Totentanz vor. Zu deren Veröffentlichung ist es nicht mehr gekommen. Es liegen jedoch nicht nur eine Reihe von Skizzen und Entwürfen dafür vor, auch mehrere fertige Scherenschnitte sind bekannt. Einige Skizzen und Scherenschnittvarianten dazu sind erhalten. Eine weitere Ausstellung zu Lebzeiten folgte erst im Jahre 1946, als sieben seiner Arbeiten in der Ausstellung Gestaltetes Evangelium in Berlin-Zehlendorf gezeigt wurden. Um nach dem Krieg den Wiederaufbau seiner Kirche zu finanzieren, reiste er durch die Lande und verkaufte dabei auch seine Bilder.
Neben seinen Scherenschnitten arbeitete Grossek hauptsächlich mit Linol- und Holzschnitten. Hier dominieren christliche Motive. Im Gegensatz zu seinem Scherenschnittwerk Das Leben mit 33 Szenen aus dem Leben Jesu wagte er sich bei seinen druckgraphischen Arbeiten an eine intensivere und expressivere Gestaltung heran. Vermutlich nicht für eine größere Öffentlichkeit bestimmt waren seine Skizzen Aquarelle. Entstanden sind seine Landschaftsaquarelle größtenteils in seinen späten Lebensjahren während er durch die Allgäuer Alpen und Südeuropa reiste. Heutzutage befindet sich der Großteil der Werke Grosseks im Besitz eines Münchener Sammlers.
Grossek schrieb das Drehbuch für einen Stummfilm Seelen in Not, der kirchliche und religiös-menschliche Probleme der katholischen Diaspora in Deutschland behandelte. Der Film wurde 1933 von Grossek gemeinsam mit dem Kameramann Kurt Skalden mit Laiendarstellern für das Bonifatiuswerk in Paderborn produziert und fand weithin Anklang.
Ab 1946 war Grossek Mitglied des Präsidialrates des Kulturbundes zur demokratischen Erneuerung Deutschlands, zog sich aber nach 1948 zurück, da er die Überparteilichkeit der Organisation nicht mehr gegeben sah.

## Zitat
„Wie der Priester von der Kanzel durch das Wort, so soll der Künstler von den Wänden durch das Bild dem Volke predigen. Für beide Prediger lautet der Auftrag: lehret die Völker.“